# Eric Baumann
Eric Baumann (Rostock, 21 maart 1980) is een Duits voormalig wielrenner.

## Belangrijkste overwinningen
2000
- Parijs-Roubaix voor Beloften

2001
- 2e etappe Ronde van Loir-et-Cher

2002
- Duits kampioen op de weg, Beloften

2003
- 2e etappe Koers van de Olympische Solidariteit

2005
- 1e etappe Ronde van Luxemburg
- Sprintklassement Ronde van Groot-Brittannië

2007
- 3e etappe Ronde van Saksen

2008
- Ronde van Bochum

2010
- Ronde van Neurenberg

## Resultaten in voornaamste wedstrijden
| Jaar | Ronde van Italië | Ronde van Frankrijk | Ronde van Spanje |
| ---- | ---------------- | ------------------- | ---------------- |
| 2004 |                  |                     |                  |
| 2005 | 128e             |                     |                  |
| 2007 |                  |                     |                  |
| 2011 |                  |                     |                  |

| Jaar | Gent-Wevelgem | Parijs-Roubaix | Parijs-Brussel | Parijs-Tours | E3 Harelbeke |
| ---- | ------------- | -------------- | -------------- | ------------ | ------------ |
| 2004 |               | 39e            |                | 17e          |              |
| 2005 | 53e           | 70e            |                | 88e          | 9e           |
| 2007 | 30e           |                |                |              |              |
| 2011 |               |                | 14e            |              |              |